# Baróti Lajos (labdarúgó)
Baróti Lajos (szül. Kratochfill Lajos, Barót, 1914. augusztus 19. – Budapest, 2005. december 23.) magyar labdarúgó, edző. A magyar labdarúgó-válogatott volt szövetségi kapitánya, apja Kratofil Dezső pedagógus, testvére Baróti Dezső irodalomtörténész, két unokája Váczi János sportpolitikus és Váczi Eszter énekesnő (Jazz+Az).

## Pályafutása

### Játékosként
1928-ban kezdett futballozni a Szegedi AK (1936-tól Szeged FC) együttesében. Ebben a csapatban töltötte el majdnem teljes játékos-pályafutását. 1946-ban hagyta el Szegedet és a Győri ETO csapatában játszott két évig, ahol befejezte aktív pályafutását. 1941-ben bajnoki bronzérmes volt a Szegeddel. Játékosként 1939-ben és 1941-ben egy-egy alkalommal szerepelt a magyar labdarúgó-válogatottban. 1935-ben pedig a főiskolai világbajnok csapat tagja volt. Még aktív pályafutása alatt jogi tanulmányokat folytatott Szegeden, ahol 1940-ben abszolutóriumot szerzett.

### Edzőként
A Testnevelési Főiskolán 1947-ben szerzett edzői, majd 1956-ban szakedzői diplomát. 1948-ban visszavonulása után vette át addigi csapatának, a Győri Vasas ETO edzéseit. 1952-ben a Budapesti Postás csapatánál dolgozott, majd egy évvel később a Budapesti Vasas edzője lett. Első jelentősebb edzői sikereit ezzel a klubbal érte el, amikor 1956-ban és 1957-ben megnyerte a Közép-európai Kupát, egyszer a magyar labdarúgó-bajnokságot és egyszer a Magyar Népköztársaság Kupáját. 1957-ben mesteredzői címet szerzett. Ugyanebben az évben a magyar labdarúgó-válogatott szövetségi kapitányává nevezték ki. Az 1966-ig tartó időszakban három világbajnokságon és egy Európa-bajnokságon (ahol bronzérmet szerzett) is részt vett. 1958-ban és 1960-ban a Magyar Testnevelési és Sport Tanács (MTST) tagjának nevezték ki. 1963 decemberétől a Magyar Testnevelési és Sportszövetség országos tanácsának tagja lett. 1967-ben az Újpesti Dózsa vezetőedzőjévé nevezték ki, amellyel három alkalommal nyert bajnokságot. 1971-ben egy évig a perui labdarúgó-válogatott szövetségi kapitánya volt, majd 1972-ben visszatért régi klubjához, a Budapesti Vasashoz, amellyel újra sikerült megnyernie a Magyar Népköztársaság Kupát. 1975 és 1978 között újra a magyar labdarúgó-válogatott szövetségi kapitánya lett és kvalifikálta a csapatot az 1978-as labdarúgó-világbajnokságra. 1979-ben rövid ideig az osztrák Wacker Innsbruck együttesének edzéseit vezette, majd 1980 és 1982 között a portugál Benfica vezetőedzője volt. Ő volt az első edző, akinek sikerült a duplázás, azaz egy szezonon belül megnyerte a portugál bajnoki címet és a nemzeti kupát. Ezután vonult vissza az edzőségtől.
1989-től a Magyar Labdarúgóedzők Testületének tiszteletbeli elnöke volt. 2000-ben az Európai Labdarúgó-szövetség életműdíjában, 2004-ben pedig Magyar Örökség Díjban részesült.

## Sikerei, díjai

### Játékosként

#### Szegedi AK
- Magyar Bajnokság
  - 3.: 1940–1941

### Edzőként

#### SL Benfica
- Portugál Bajnokság
  - Bajnok: 1980–81
  - 2.: 1981–82
- Portugál Kupa
  - Győztes: 1981

#### Újpesti TE
- Magyar Bajnokság
  - Bajnok: 1969, 1970, 1970–1971,
  - 2.: 1967, 1968,
- Magyar Kupa
  - Győztes: 1969, 1970,
- Vásárvárosok kupája
  - Ezüstérmes: 1968–1969
- Közép-európai kupa
  - Ezüstérmes: 1967

#### Vasas SC
- Magyar Bajnokság
  - Bajnok: 1957,
  - 3.: 1953, 1972–1973
- Magyar Kupa
  - Győztes: 1955, 1972–1973
- Közép-európai kupa
  - Győztes: 1956, 1957

### Egyéb elismerések
- A Gépipar Kiváló Dolgozója (1956)[4]
- A Magyar Köztársasági Érdemrend középkeresztje (1998)
- Magyar Örökség díj (2004)

A labdarúgó-világbajnokságok általános statisztikája szerint, mint edző ötöd magával, a világbajnokságokon legtöbbször - négyszer - részt vevő szakemberek (a német Sepp Herberger, az angol Walter Winterbottom, a német Helmut Schön és a francia Henri Michel) között tartják nyilván. A legtöbbször, hatszor Carlos Alberto Parreira, ötször Bora Milutinović vezethetett válogatottat a világtornán.

## Statisztika

### Mérkőzései a válogatottban
| Magyarország | Magyarország         | Magyarország              | Magyarország | Magyarország | Magyarország | Magyarország | Magyarország | Magyarország |
| #            | Dátum                | Helyszín                  | Hazai        | Eredmény     | Vendég       | Kiírás       | Gólok        | Esemény      |
| ------------ | -------------------- | ------------------------- | ------------ | ------------ | ------------ | ------------ | ------------ | ------------ |
| 1.           | 1939. szeptember 24. | Budapest, Üllői úti pálya | Magyarország | 5 – 1        | Németország  | barátságos   | -            |              |
| 2.           | 1941. november 16.   | Zürich, Hardturm stadion  | Svájc        | 1 – 2        | Magyarország | barátságos   | -            |              |
|              | Összesen             |                           |              | 2            | mérkőzés     |              | 0            | gól          |

### Mérkőzései a Válogató Bizottság tagjaként
| Magyarország | Magyarország         | Magyarország            | Magyarország | Magyarország | Magyarország  | Magyarország | Magyarország | Magyarország |
| #            | Dátum                | Helyszín                | Hazai        | Eredmény     | Vendég        | Kiírás       | Gólok        | Esemény      |
| ------------ | -------------------- | ----------------------- | ------------ | ------------ | ------------- | ------------ | ------------ | ------------ |
| 1.           | 1957. szeptember 15. | Szófia, Levszki-stadion | Bulgária     | 1 – 2        | Magyarország  | vb-selejtező | -            |              |
| 2.           | 1957. szeptember 23. | Budapest, Népstadion    | Magyarország | 1 – 2        | Szovjetunió   | barátságos   | -            |              |
| 3.           | 1957. október 6.     | Budapest, Népstadion    | Magyarország | 2 – 0        | Franciaország | barátságos   | -            |              |
| 4.           | 1957. november 10.   | Budapest, Népstadion    | Magyarország | 5 – 0        | Norvégia      | vb-selejtező | -            |              |
|              | Összesen             |                         |              | -            | mérkőzés      |              | -            | gól          |

### Mérkőzései magyar szövetségi kapitányként
Első időszak
| Magyarország | Magyarország         | Magyarország                          | Magyarország  | Magyarország | Magyarország  | Magyarország   | Magyarország | Magyarország |
| #            | Dátum                | Helyszín                              | Hazai         | Eredmény     | Vendég        | Kiírás         | Gólok        | Esemény      |
| ------------ | -------------------- | ------------------------------------- | ------------- | ------------ | ------------- | -------------- | ------------ | ------------ |
| 1.           | 1957. december 22.   | Hannover, Niedersachsenstadion        | NSZK          | 1 – 0        | Magyarország  | barátságos     | -            |              |
| 2.           | 1958. április 20.    | Budapest, Népstadion                  | Magyarország  | 2 – 0        | Jugoszlávia   | barátságos     | -            |              |
| 3.           | 1958. május 7.       | Glasgow, Hampden Park                 | Skócia        | 1 – 1        | Magyarország  | barátságos     | -            |              |
| 4.           | 1958. június 8.      | Sandviken, Jernvallen (SWE)           | Magyarország  | 1 – 1        | Wales         | vb-csoportkör  | -            |              |
| 5.           | 1958. június 12.     | Stockholm, Råsunda Stadion            | Svédország    | 2 – 1        | Magyarország  | vb-csoportkör  | -            |              |
| 6.           | 1958. június 15.     | Sandviken, Jernvallen (SWE)           | Magyarország  | 4 – 0        | Mexikó        | vb-csoportkör  | -            |              |
| 7.           | 1958. június 17.     | Stockholm, Råsunda Stadion (SWE)      | Wales         | 2 – 1        | Magyarország  | vb-csoportkör  | -            |              |
| 8.           | 1958. szeptember 14. | Chorzów, Stadion Śląski               | Lengyelország | 1 – 3        | Magyarország  | barátságos     | -            |              |
| 9.           | 1958. szeptember 28. | Moszkva, Lenin-stadion                | Szovjetunió   | 3 – 1        | Magyarország  | NEK-selejtező  | -            |              |
| 10.          | 1958. október 5.     | Zágráb, Makszimir-stadion             | Jugoszlávia   | 4 – 4        | Magyarország  | barátságos     | -            |              |
| 11.          | 1958. október 26.    | Bukarest, Augusztus 23. Stadion       | Románia       | 1 – 2        | Magyarország  | barátságos     | -            |              |
| 12.          | 1958. november 23.   | Budapest, Népstadion                  | Magyarország  | 3 – 1        | Belgium       | barátságos     | -            |              |
| 13.          | 1959. április 19.    | Budapest, Népstadion                  | Magyarország  | 4 – 0        | Jugoszlávia   | barátságos     | -            |              |
| 14.          | 1959. május 1.       | Drezda, Hans Meyer Stadion            | NDK           | 0 – 1        | Magyarország  | barátságos     | -            |              |
| 15.          | 1959. június 28.     | Budapest, Népstadion                  | Magyarország  | 3 – 2        | Svédország    | barátságos     | -            |              |
| 16.          | 1959. szeptember 27. | Budapest, Népstadion                  | Magyarország  | 0 – 1        | Szovjetunió   | NEK-selejtező  | -            |              |
| 17.          | 1959. október 11.    | Belgrád, JNA-stadion                  | Jugoszlávia   | 2 – 4        | Magyarország  | barátságos     | -            |              |
| 18.          | 1959. október 25.    | Budapest, Népstadion                  | Magyarország  | 8 – 0        | Svájc         | Európa-kupa    | -            |              |
| 19.          | 1959. november 8.    | Budapest, Népstadion                  | Magyarország  | 4 – 3        | NSZK          | barátságos     | -            |              |
| 20.          | 1959. november 29.   | Firenze, Stadio Comunale              | Olaszország   | 1 – 1        | Magyarország  | Európa-kupa    | -            |              |
| 21.          | 1960. május 22.      | Budapest, Népstadion                  | Magyarország  | 2 – 0        | Anglia        | barátságos     | -            |              |
| 22.          | 1960. június 5.      | Budapest, Népstadion                  | Magyarország  | 3 – 3        | Skócia        | barátságos     | -            |              |
| 23.          | 1960. október 9.     | Budapest, Népstadion                  | Magyarország  | 1 – 1        | Jugoszlávia   | barátságos     | -            |              |
| 24.          | 1960. október 30.    | Brüsszel, Heysel-stadion              | Belgium       | 2 – 1        | Magyarország  | barátságos     | -            |              |
| 25.          | 1960. november 13.   | Budapest, Népstadion                  | Magyarország  | 4 – 1        | Lengyelország | barátságos     | -            |              |
| 26.          | 1960. november 20.   | Budapest, Népstadion                  | Magyarország  | 2 – 0        | Ausztria      | barátságos     | -            |              |
| 27.          | 1961. február 17.    | Kairó, Olimpiai Stadion               | Egyiptom      | 0 – 2        | Magyarország  | barátságos     | -            |              |
| 28.          | 1961. április 16.    | Budapest, Megyer úti Stadion          | Magyarország  | 2 – 0        | NDK           | vb-selejtező   | -            |              |
| 29.          | 1961. április 30.    | Rotterdam, Feijenoord Stadion         | Hollandia     | 0 – 3        | Magyarország  | vb-selejtező   | -            |              |
| 30.          | 1961. május 7.       | Belgrád, JNA-stadion                  | Jugoszlávia   | 2 – 4        | Magyarország  | barátságos     | -            |              |
| 31.          | 1961. május 28.      | Budapest, Népstadion                  | Magyarország  | 3 – 2        | Wales         | barátságos     | -            |              |
| 32.          | 1961. június 11.     | Budapest, Népstadion                  | Magyarország  | 1 – 2        | Ausztria      | barátságos     | -            |              |
| 33.          | 1961. szeptember 10. | Berlin, Walter Ulbricht Stadion       | NDK           | 2 – 3        | Magyarország  | vb-selejtező   | -            |              |
| 34.          | 1961. október 8.     | Bécs, Práter-stadion                  | Ausztria      | 2 – 1        | Magyarország  | barátságos     | -            |              |
| 35.          | 1961. október 22.    | Budapest, Népstadion                  | Magyarország  | 3 – 3        | Hollandia     | vb-selejtező   | -            |              |
| 36.          | 1961. december 9.    | Santiago, Estadio Nacional            | Chile         | 5 – 1        | Magyarország  | barátságos     | -            |              |
| 37.          | 1961. december 13.   | Santiago, Estadio Nacional            | Chile         | 0 – 0        | Magyarország  | barátságos     | -            |              |
| 38.          | 1961. december 23.   | Montevideo, Estadio Centenario        | Uruguay       | 1 – 1        | Magyarország  | barátságos     | -            |              |
| 39.          | 1962. április 18.    | Budapest, Népstadion                  | Magyarország  | 1 – 1        | Uruguay       | barátságos     | -            |              |
| 40.          | 1962. április 29.    | Budapest, Népstadion                  | Magyarország  | 2 – 1        | Törökország   | barátságos     | -            |              |
| 41.          | 1962. május 31.      | Rancagua, Estadio El Teniente (CHI)   | Magyarország  | 2 – 1        | Anglia        | vb-csoportkör  | -            |              |
| 42.          | 1962. június 3.      | Rancagua, Estadio El Teniente (CHI)   | Magyarország  | 6 – 1        | Bulgária      | vb-csoportkör  | -            |              |
| 43.          | 1962. június 6.      | Rancagua, Estadio El Teniente (CHI)   | Magyarország  | 0 – 0        | Argentína     | vb-csoportkör  | -            |              |
| 44.          | 1962. június 10.     | Rancagua, Estadio El Teniente (CHI)   | Magyarország  | 0 – 1        | Csehszlovákia | vb-negyeddöntő | -            |              |
| 45.          | 1962. június 24.     | Bécs, Práter-stadion                  | Ausztria      | 1 – 2        | Magyarország  | barátságos     | -            |              |
| 46.          | 1962. szeptember 2.  | Poznań, Warta-stadion                 | Lengyelország | 0 – 2        | Magyarország  | barátságos     | -            |              |
| 47.          | 1962. október 14.    | Budapest, Népstadion                  | Magyarország  | 0 – 1        | Jugoszlávia   | barátságos     | -            |              |
| 48.          | 1962. október 28.    | Budapest, Népstadion                  | Magyarország  | 2 – 0        | Ausztria      | barátságos     | -            |              |
| 49.          | 1962. november 7.    | Budapest, Népstadion                  | Magyarország  | 3 – 1        | Wales         | NEK-selejtező  | -            |              |
| 50.          | 1962. november 11.   | Párizs, Colombes Stadion              | Franciaország | 2 – 3        | Magyarország  | barátságos     | -            |              |
| 51.          | 1963. március 20.    | Cardiff, Ninian Park                  | Wales         | 1 – 1        | Magyarország  | NEK-selejtező  | -            |              |
| 52.          | 1963. május 5.       | Stockholm, Råsunda Stadion            | Svédország    | 2 – 1        | Magyarország  | barátságos     | -            |              |
| 53.          | 1963. május 19.      | Budapest, Népstadion                  | Magyarország  | 6 – 0        | Dánia         | barátságos     | -            |              |
| 54.          | 1963. június 2.      | Prága, Strahov Stadion                | Csehszlovákia | 2 – 2        | Magyarország  | barátságos     | -            |              |
| 55.          | 1963. szeptember 21. | Moszkva, Lenin-stadion                | Szovjetunió   | 1 – 1        | Magyarország  | barátságos     | -            |              |
| 56.          | 1963. október 6.     | Belgrád, JNA-stadion                  | Jugoszlávia   | 2 – 0        | Magyarország  | barátságos     | -            |              |
| 57.          | 1963. október 19.    | Kelet-Berlin, Walter Ulbricht Stadion | NDK           | 1 – 2        | Magyarország  | NEK-selejtező  | -            |              |
| 58.          | 1963. október 27.    | Budapest, Népstadion                  | Magyarország  | 2 – 1        | Ausztria      | barátságos     | -            |              |
| 59.          | 1963. november 3.    | Budapest, Népstadion                  | Magyarország  | 3 – 3        | NDK           | NEK-selejtező  | -            |              |
| 60.          | 1964. április 25.    | Párizs, Colombes Stadion              | Franciaország | 1 – 3        | Magyarország  | NEK-selejtező  | -            |              |
| 61.          | 1964. május 3.       | Bécs, Práter-stadion                  | Ausztria      | 1 – 0        | Magyarország  | barátságos     | -            |              |
| 62.          | 1964. május 23.      | Budapest, Népstadion                  | Magyarország  | 2 – 1        | Franciaország | NEK-selejtező  | -            |              |
| 63.          | 1964. június 17.     | Madrid, Santiago Bernabéu stadion     | Spanyolország | 2 – 1        | Magyarország  | NEK-elődöntő   | -            |              |
| 64.          | 1964. június 20.     | Barcelona, Camp Nou (ESP)             | Magyarország  | 3 – 1        | Dánia         | NEK 3. helyért | -            |              |
| 65.          | 1964. október 4.     | Bern, Wankdorf-stadion                | Svájc         | 0 – 2        | Magyarország  | barátságos     | -            |              |
| 66.          | 1964. október 11.    | Budapest, Népstadion                  | Magyarország  | 2 – 2        | Csehszlovákia | barátságos     | -            |              |
| 67.          | 1964. október 25.    | Budapest, Népstadion                  | Magyarország  | 2 – 1        | Jugoszlávia   | barátságos     | -            |              |
| 68.          | 1965. május 5.       | London, Wembley Stadion               | Anglia        | 1 – 0        | Magyarország  | barátságos     | -            |              |
| 69.          | 1965. május 23.      | Lipcse, Zentralstadion                | NDK           | 1 – 1        | Magyarország  | vb-selejtező   | -            |              |
| 70.          | 1965. június 13.     | Bécs, Práter-stadion                  | Ausztria      | 0 – 1        | Magyarország  | vb-selejtező   | -            |              |
| 71.          | 1965. június 27.     | Budapest, Népstadion                  | Magyarország  | 2 – 1        | Olaszország   | barátságos     | -            |              |
| 72.          | 1965. szeptember 5.  | Budapest, Népstadion                  | Magyarország  | 3 – 0        | Ausztria      | vb-selejtező   | -            |              |
| 73.          | 1965. október 9.     | Budapest, Népstadion                  | Magyarország  | 3 – 2        | NDK           | vb-selejtező   | -            |              |
| 74.          | 1966. május 3.       | Chorzów, Stadion Śląski               | Lengyelország | 1 – 1        | Magyarország  | barátságos     | -            |              |
| 75.          | 1966. május 8.       | Zágráb, Maksimir Stadion              | Jugoszlávia   | 2 – 0        | Magyarország  | barátságos     | -            |              |
| 76.          | 1966. június 5.      | Budapest, Népstadion                  | Magyarország  | 3 – 1        | Svájc         | barátságos     | -            |              |
| 77.          | 1966. július 13.     | Manchester, Old Trafford (ENG)        | Portugália    | 3 – 1        | Magyarország  | vb-csoportkör  | -            |              |
| 78.          | 1966. július 15.     | Liverpool, Goodison Park (ENG)        | Magyarország  | 3 – 1        | Brazília      | vb-csoportkör  | -            |              |
| 79.          | 1966. július 20.     | Manchester, Old Trafford (ENG)        | Magyarország  | 3 – 1        | Bulgária      | vb-csoportkör  | -            |              |
| 80.          | 1966. július 23.     | Sunderland, Roker Park (ENG)          | Szovjetunió   | 2 – 1        | Magyarország  | vb-negyeddöntő | -            |              |
|              | Összesen             |                                       |               | -            | mérkőzés      |                | -            | gól          |

Második időszak
| Magyarország | Magyarország         | Magyarország                                    | Magyarország  | Magyarország | Magyarország  | Magyarország       | Magyarország | Magyarország |
| #            | Dátum                | Helyszín                                        | Hazai         | Eredmény     | Vendég        | Kiírás             | Gólok        | Esemény      |
| ------------ | -------------------- | ----------------------------------------------- | ------------- | ------------ | ------------- | ------------------ | ------------ | ------------ |
| 81.          | 1975. május 7.       | Budapest, Népstadion                            | Magyarország  | 2 – 0        | Bulgária      | olimpiai selejtező | -            |              |
| 82.          | 1975. június 7.      | Szófia, Levszki stadion                         | Bulgária      | 4 – 0        | Magyarország  | olimpiai selejtező | -            |              |
| 83.          | 1975. augusztus 10.  | Teherán                                         | Irán          | 1 – 2        | Magyarország  | barátságos         | -            |              |
| 84.          | 1975. szeptember 24. | Budapest, Népstadion                            | Magyarország  | 2 – 1        | Ausztria      | Eb-selejtező       | -            |              |
| 85.          | 1975. október 8.     | Łódź                                            | Lengyelország | 4 – 2        | Magyarország  | barátságos         | -            |              |
| 86.          | 1975. október 15.    | Pozsony, Tehelny pole                           | Csehszlovákia | 1 – 1        | Magyarország  | barátságos         | -            |              |
| 87.          | 1975. október 19.    | Szombathely, Rohonci úti stadion                | Magyarország  | 8 – 1        | Luxemburg     | Eb-selejtező       | -            |              |
|              | 1976. február 4.     | Mexikóváros                                     | Mexikó        | 4 – 1        | Magyarország  | barátságos         | -            |              |
|              | 1976. február 9.     | San Salvador                                    | Salvador      | 1 – 2        | Magyarország  | barátságos         | -            |              |
| 88.          | 1976. március 27.    | Budapest, Népstadion                            | Magyarország  | 2 – 0        | Argentína     | barátságos         | -            |              |
| 89.          | 1976. április 17.    | Banja Luka                                      | Jugoszlávia   | 0 – 0        | Magyarország  | barátságos         | -            |              |
| 90.          | 1976. április 30.    | Lausanne, Olimpiai Stadion                      | Svájc         | 0 – 1        | Magyarország  | barátságos         | -            |              |
| 91.          | 1976. május 22.      | Budapest, Népstadion                            | Magyarország  | 1 – 0        | Franciaország | barátságos         | -            |              |
| 92.          | 1976. május 26.      | Budapest, Népstadion                            | Magyarország  | 1 – 1        | Szovjetunió   | barátságos         | -            |              |
| 93.          | 1976. június 12.     | Budapest, Népstadion                            | Magyarország  | 2 – 0        | Ausztria      | barátságos         | -            |              |
| 94.          | 1976. szeptember 8.  | Stockholm, Råsunda Stadion                      | Svédország    | 1 – 1        | Magyarország  | barátságos         | -            |              |
| 95.          | 1976. szeptember 22. | Kelet-Berlin, Friedrich-Ludwig-Jahn-Sportpark   | NDK           | 1 – 1        | Magyarország  | barátságos         | -            |              |
| 96.          | 1976. október 9.     | Athén                                           | Görögország   | 1 – 1        | Magyarország  | vb-selejtező       | -            |              |
| 97.          | 1976. október 13.    | Bécs, Práter stadion                            | Ausztria      | 2 – 4        | Magyarország  | barátságos         | -            |              |
| 98.          | 1977. február 9.     | Lima                                            | Peru          | 3 – 2        | Magyarország  | barátságos         | -            |              |
| 99.          | 1977. február 22.    | Puebla                                          | Mexikó        | 1 – 1        | Magyarország  | barátságos         | -            |              |
| 100.         | 1977. február 27.    | Buenos Aires, Boca Juniors Stadion              | Argentína     | 5 – 1        | Magyarország  | barátságos         | -            |              |
| 101.         | 1977. március 15.    | Teherán                                         | Irán          | 0 – 2        | Magyarország  | barátságos         | -            |              |
| 102.         | 1977. március 27.    | Alicante, Estadio José Rico Pérez               | Spanyolország | 1 – 1        | Magyarország  | barátságos         | -            |              |
| 103.         | 1977. április 13.    | Budapest, Népstadion                            | Magyarország  | 2 – 1        | Lengyelország | barátságos         | -            |              |
| 104.         | 1977. április 20.    | Budapest, Népstadion                            | Magyarország  | 2 – 0        | Csehszlovákia | barátságos         | -            |              |
| 105.         | 1977. április 30.    | Budapest, Népstadion                            | Magyarország  | 2 – 1        | Szovjetunió   | vb-selejtező       | -            |              |
| 106.         | 1977. május 18.      | Tbiliszi                                        | Szovjetunió   | 2 – 0        | Magyarország  | vb-selejtező       | -            |              |
| 107.         | 1977. május 28.      | Budapest, Népstadion                            | Magyarország  | 3 – 0        | Görögország   | vb-selejtező       | -            |              |
| 108.         | 1977. október 5.     | Budapest, Népstadion                            | Magyarország  | 4 – 3        | Jugoszlávia   | barátságos         | -            |              |
| 109.         | 1977. október 12.    | Budapest, Népstadion                            | Magyarország  | 3 – 0        | Svédország    | barátságos         | -            |              |
| 110.         | 1977. október 29.    | Budapest, Népstadion                            | Magyarország  | 6 – 0        | Bolívia       | vb-selejtező       | -            |              |
| 111.         | 1977. november 9.    | Prága, Letná-stadion                            | Csehszlovákia | 1 – 1        | Magyarország  | barátságos         | -            |              |
| 112.         | 1977. november 30.   | La Paz                                          | Bolívia       | 2 – 3        | Magyarország  | vb-selejtező       | -            |              |
| 113.         | 1978. április 15.    | Budapest, Népstadion                            | Magyarország  | 2 – 1        | Csehszlovákia | barátságos         | -            |              |
| 114.         | 1978. május 24.      | London, Wembley Stadion                         | Anglia        | 4 – 1        | Magyarország  | barátságos         | -            |              |
| 115.         | 1978. június 2.      | Buenos Aires, Estadio Monumental                | Argentína     | 2 – 1        | Magyarország  | vb-csoportkör      | -            |              |
| 116.         | 1978. június 6.      | Mar del Plata, Estadio Mundialista (ARG)        | Olaszország   | 3 – 1        | Magyarország  | vb-csoportkör      | -            |              |
| 117.         | 1978. június 10.     | Mar del Plata, Estadio José Maria Minella (ARG) | Franciaország | 3 – 1        | Magyarország  | vb-csoportkör      | -            |              |
|              | Összesen             |                                                 |               | -            | mérkőzés      |                    | -            | gól          |